# João Pessoa
João Pessoa – miasto we wschodniej Brazylii, u ujścia rzeki Paraíby do Oceanu Atlantyckiego. Stolica stanu Paraíba.
W mieście rozwinął się przemysł spożywczy oraz włókienniczy.